# LNK

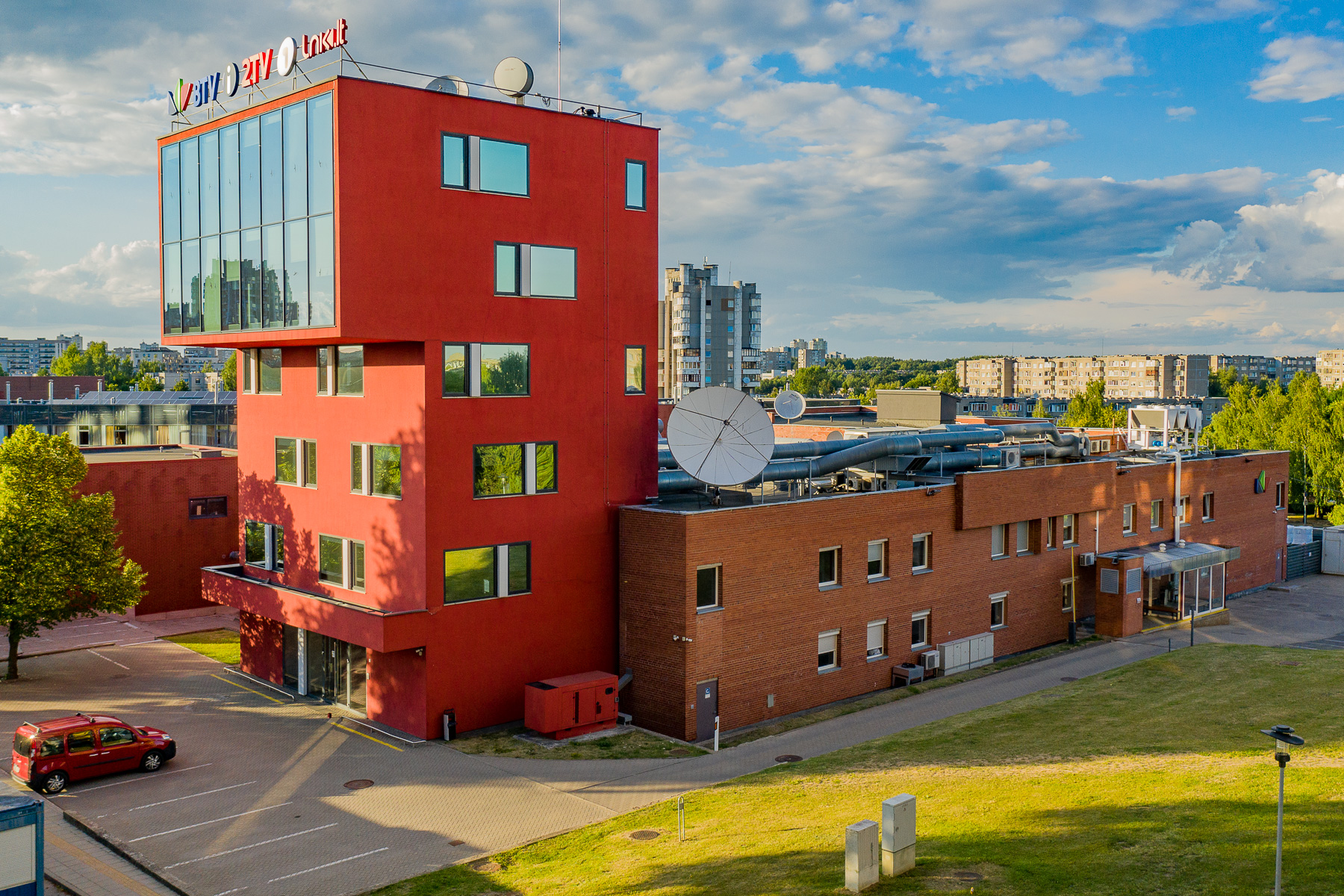

LNK („Laisvas ir nepriklausomas kanalas“ – „Wolny i niezależny program”) – komercyjny kanał telewizyjny, utworzony 1 marca 1995 r., przesyłający program w całej Litwie od 5 maja 1995 r.
Kanał LNK tworzą rozrywkowe, informacyjne i publicystyczne programy, seriale i filmy fabularne, kreskówki i filmy dokumentalne.
Kanał LNK jest emitowany 19 godzin na dobę. Ojczyste programy stanowią 35% czasu telewizyjnego, a zagraniczna produkcja – 65%.
Spółka emitująca – UAB „LNK studija“ (spółka zależna LNK, która z kolei należy do koncernu MG Baltic Media).

## Siostrzane kanały
| Nazwa           | Data utworzenia   |
| --------------- | ----------------- |
| TV1             | 29 kwietnia 2003  |
| Info TV         | 7 listopada 2007  |
| 2TV (d. Liuks!) | 19 listopada 2007 |
| BTV             | 2013              |

## Programy
- LNK Žinios – Wiadomości LNK
- LNK Vakaro žinios – Wieczorne wiadomości LNK
- Savaitės panorama – Panorama tygodnia
- Sveikatos ABC – ABC zdrowia
- Sveikinimų koncertas – Koncert życzeń
- Baltojo katino svetainė – Salon białego kota
- Lalaila
- Dviračio šou – Rowerowe show
- Srovės – Nurt
- Paskutinė instancija – Ostatnia instancja
- Nuo...Iki.. – Od...Do...
- Teleloto
- Gyvenimas kaip kinas – Życie jak kino

## Seriale
- Deksteris – Dekster
- Sensacija  – Sensacja
- Dvasių užkalbėtoja – Rozmowy z duchami
- Skaičiai – Liczby
- Detektyvė Džons – Detektyw Jones